# La Malédiction de Provins
Pour plus de détails, voir Fiche technique et Distribution.
La Malédiction de Provins est un téléfilm français, de la collection Meurtres à..., écrit par Lorène Delannoy, Pierre Lacan et Yann Le Gal, réalisé par Olivier Doran et diffusé pour la première fois, en Belgique, le 27 août 2019 sur La Une, et en France, le 21 décembre 2019 sur France 3.

## Synopsis
En pleine représentation du nouveau spectacle médiéval des Remparts à Provins, le metteur en scène Renan Thomas, de retour dans sa ville natale, est poignardé sous les yeux des spectateurs, parmi lesquels la capitaine Karine Demarle travaillant au 36 quai des Orfèvres, venue au spectacle avec son fils Jonas Robin. Le procureur lui confie l’enquête en cosaisie avec le capitaine Patrick Robin, son ex-mari. Au fil de l’enquête on apprendra que Renan Thomas est un metteur en scène qui trompe allègrement son épouse (Chloé Medard) notamment avec Marie Lange, la fille du docteur Martin Desmarais. Au moment où l’on apprend qu’il avait organisé lui-même son agression pour faire le « buzz », il est retrouvé mort dans les souterrains de la vieille ville de Provins. De vieilles photos des années 1995 mettront en lumière une liaison ancienne : Marie Lange est la fille de Renan. Il avait quitté la ville avant sa naissance. Marie, dont la mère est décédée, avait été élevée par le docteur Desmarais. Lors d’un rendez-vous secret dans les souterrains, Martin Desmarais, lui apprend tout mais Renan refuse de rompre cette liaison et Desmarais le bouscule, Renan heurte violemment la paroi du souterrain et meurt d’une hémorragie cérébrale.

## Fiche technique[1]
- Réalisation : Olivier Doran
- Premier assistant réalisateur : Clément Inglesakis
- Scénario : Lorène Delannoy, Pierre Lacan et Yann Le Gal
- Production : Big Band Story avec la participation de France 3
- Producteurs : Benjamin Dupont-Jubien, Medhi Sabbar, Clara Laplace
- Producteur exécutif : Stéphane Amphoux
- Directeur de production : Laziz Belkaï
- Photographie : Benjamin Louet
- Son – musique originale : Pascal Jambry
- Décors : Denis Hager
- Costumes : Charlotte Betaillole
- Monteuse : Emmanuelle Baude / monteuse son : Hélène Le Morvan
- Pays d'origine :  France
- Langue originale : français
- Genre : policier
- Durée : 90 minutes
- Date de diffusion :  
  -  Belgique : 27 août 2019, sur La Une
  -  France : 21 décembre 2019 et 2 janvier 2021 sur France 3

## Distribution[2]
- Anne Caillon : Capitaine Karine Demarle
- Thierry Neuvic : Capitaine Patrick Robin
- Stéphan Guérin-Tillié : Renan Thomas
- Julie-Anne Roth : Chloé Medard, épouse de Renan
- Aliénor Seydoux : Marie Lange = Marie Desmarais
- Grégoire Oestermann : docteur Martin Desmarais
- Gil Alma : Grégoire
- Maeva Pasquali : Isabelle
- Marie Collins : Odette Thomas, grand-mère de Renan
- Noam Pacini : Jonas Robin
- Lya Ouassadit-Lessert : Elise
- Miglen Mirtchev : Batum Chilewski, régisseur du spectacle
- Hervé Colombel : conservateur du musée
- Edouard Court : Laurent Houblon

## Audience
- France : 4,303 millions de téléspectateurs (1ère diffusion France 3, 21 décembre 2019) (19,3 % de part d'audience)[3]

## Tournage
Le tournage s'est déroulé à Provins du 27 au 14 décembre 2018 et à Saint-Ouen du 17 au 21 décembre 2018 .